# ガール・ライク・ミー
『ガール・ライク・ミー』（原題: A Girl like Me）は、米国の女性歌手、リアーナによる2枚目のスタジオ・アルバムである。
デフ・ジャム・レコードによって2006年4月10日にリリースされた。

## 概要
デビュー作『ミュージック・オブ・ザ・サン』からわずか8か月でリリースされた。
アルバムの制作には、エヴァン・ロジャース、カール・スターケン、スターゲイト、J・R・ロテム、レーベルメイトのNe-Yoが参加した。 
本作はリア－ナの故郷であるカリブのルーツに影響を受けたポップ、レゲエ、R&Bを音楽性としたアルバムである。
US Billboard 200で5位を記録し、米国レコード産業協会（RIAA）のプラチナ認定を受けた。
本作からは4つのシングルが発売された。「SOS」により、US Billboard Hot 100で初の首位を獲得した。また、「アンフェイスフル」と「ブレイク・イット・オフ」はBillboard Hot 100でトップ10ヒットとなった。 

## シングル
- 1st「SOS」2006年2月14日 / Billboard Hot 100 最高1位
- 2nd「アンフェイスフル」2006年5月2日 / Billboard Hot 100 最高6位
- 3rd「ウィ・ライド」2006年8月21日 /
- 4th「ブレイク・イット・オフ」2006年11月13日 / Billboard Hot 100 最高9位

## 収録
1. SOS
2. キッシーズ・ドント・ライ
3. アンフェイスフル
4. ウィ・ライド
5. デム・ヘイターズ feat.ドゥエイン・ハズバンズ
6. ファイナル・グッバイ
7. ブレイク・イット・オフ(リアーナ&ショーン・ポール)
8. クレイジー・リトル・シング・コールド・ラヴ feat.J-ステイタス
9. セルフィッシュ・ガール
10. P.S.(アイム・スティル・ノット・オーヴァー・ユー)
11. ガール・ライク・ミー
12. ミリオン・マイルズ・アウェイ
13. イフ・イッツ・ラヴィン・ザット・ユー・ウォント- PART2 feat.コーリー・ガンズ
14. フー・ヤ・ゴナ・ラン・トゥ（ボーナストラック）
15. ポン・デ・リプレイ(FULL PHATT REMIX)（ボーナストラック）
16. クダ・ビーン・ザ・ワン（ボーナストラック）